# NGC 5836
NGC 5836 este o galaxie spirală situată în constelația Ursa Mică. A fost descoperită în 16 martie 1785 de către William Herschel.